# Diaphus parini
Diaphus parini är en fiskart som beskrevs av Becker 1992. Diaphus parini ingår i släktet Diaphus och familjen prickfiskar. Inga underarter finns listade i Catalogue of Life.